# کوماموتو (شهر)

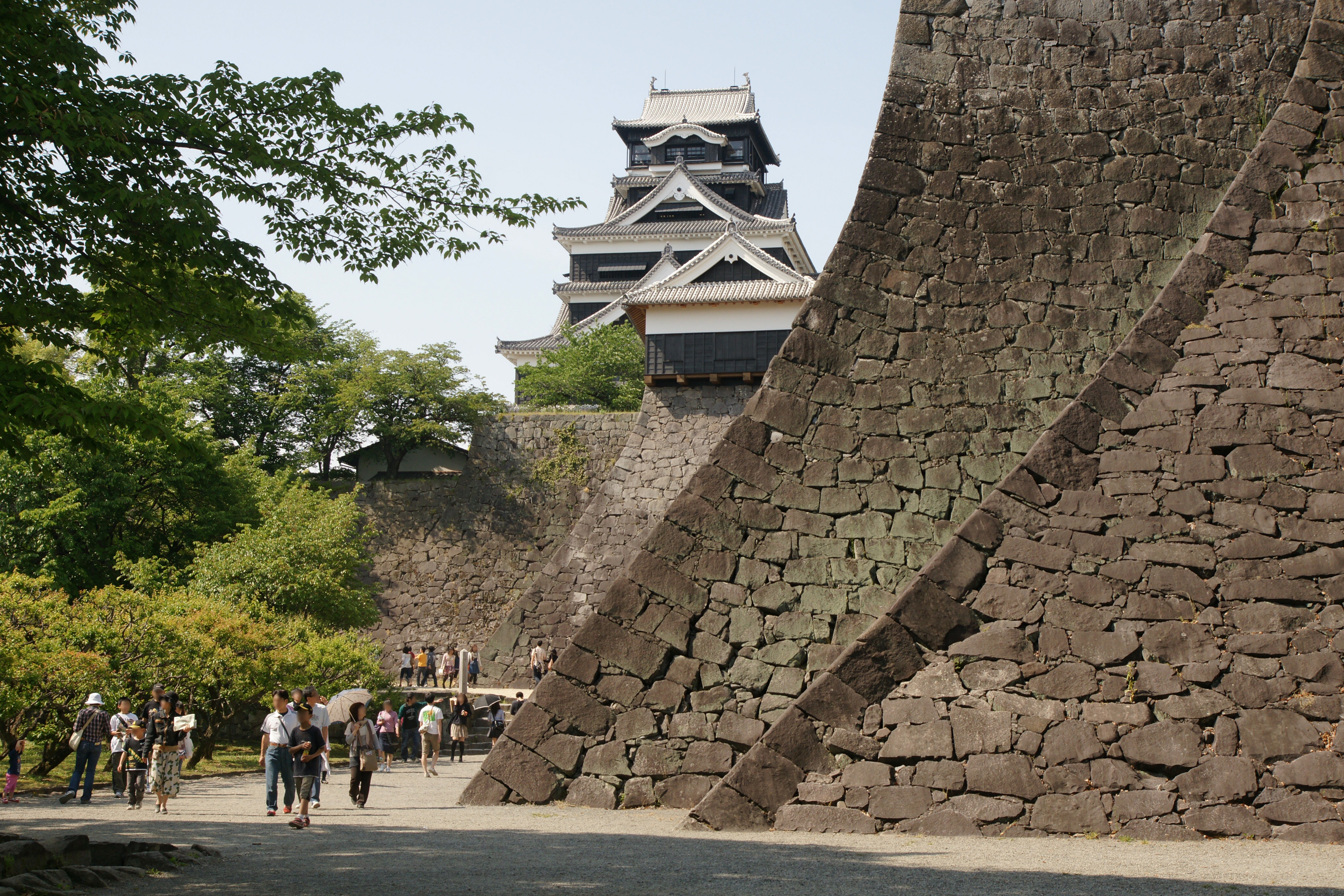
نمایی از قلعه ای در شهر کوماموتو در ژاپن.

کوماموتو شهری است در کشور ژاپن. این شهر مرکز استان کوماموتو است و در جزیره شیکوکو قرار گرفته است. 
جمعیت این شهر در سال ۲۰۱۰ میلادی برابر ۷۳۰۰۰۰ نفر برآورد شده است .